# Arnoldus Gelderman
Arnoldus Gelderman (Groningen, 26 mei 1808 - Zuidhorn, op de Hanckemaborg, 2 februari 1867) was een Nederlands bestuurder.

## Leven en werk
Gelderman was een zoon van Mr. Egbert Gelderman, advocaat, en Jkvr. Edzardina Jacoba Lewe van Middelstum. Hij werd vernoemd naar zijn grootvader Arnoldus Gelderman, die burgemeester in Zwolle was. Gelderman studeerde rechten in Groningen en was na zijn studie werkzaam als advocaat. Hij trouwde in 1833 met Elisabeth Johanna Warmoldina Geertsema van Sjallema (1809-1875).
In 1840 werd Gelderman griffier bij het kantongerecht in Zuidhorn. Twee jaar later kocht hij daar de Hanckemaborg. In 1852 werd hij benoemd tot burgemeester. Hij ging met pensioen in 1866 en werd opgevolgd door zijn zoon Edsard Jacob Gelderman. Gelderman overleed het jaar daarop op 58-jarige leeftijd.
- Biografisch Portaal: 79770096
- International Standard Name Identifier: 0000 0003 8882 0291
- Nederlandse Thesaurus van Auteursnamen: 073636827
- RKD-Nederlands Instituut voor Kunstgeschiedenis: 367576
- Virtual International Authority File: 282120257
- WorldCat: E39PBJc3MPdbkVChXKF3hGdJDq